# Saint-Denis-de-Pile
Saint-Denis-de-Pile är en kommun i departementet Gironde i regionen Nouvelle-Aquitaine i sydvästra Frankrike. Kommunen ligger i kantonen Guîtres som tillhör arrondissementet Libourne. År 2022 hade Saint-Denis-de-Pile 5 916 invånare.

## Befolkningsutveckling
Antalet invånare i kommunen Saint-Denis-de-Pile
Referens:INSEE